# Gary Kloppenburg
Gary Robert Kloppenburg (Lindsay, 6 gennaio 1953) è un allenatore di pallacanestro statunitense, professionista nella WNBA.

## Carriera
Ha guidato per due stagioni le Tulsa Shock e per due le Seattle Storm.

## Palmares
- Campione WNBA (2020)